# Rio Mambucaba
Rio Mambucaba är ett vattendrag i Brasilien. Det ligger i den sydöstra delen av landet, 900 km söder om huvudstaden Brasília.